# Alfa del Rellotge
Alfa del Rellotge (α Horologii) és l'estel més brillant en la constel·lació del Rellotge, situat a l'extrem nord de la mateixa, amb magnitud aparent +3,86. En estar en una constel·lació menor de l'hemisferi sud i ser únicament de quarta magnitud, no té nom tradicional. Es troba a 117 anys llum de distància del Sistema Solar.
Alfa Horologii és una gegant taronja de tipus espectral K2III amb una temperatura superficial de 4650 K. El seu tipus espectral és gairebé igual al de la coneguda Arturus (α Bootis), encara que amb una lluminositat equivalent a 47 sols és menys lluminosa que aquesta. Les seves característiques físiques són més afins a Pólux (β Geminorum) o Kaus Borealis (λ Sagittarii). El seu radi és 11 vegades major que el radi solar i la seva massa és aproximadament doble de la del Sol. La seva edat s'estima en uns 1000 milions d'anys i quan estava en la seqüència principal era un estel blanc de tipus A similar a com és avui Vega (α Lyrae).
Alfa Horologii té una metal·licitat —abundància relativa d'elements més pesants que l'heli— gairebé igual a la del Sol ([M/H] = -0,01).
Els continguts d'alumini, silici, titani, níquel, vanadi i bari són molt semblants als valors solars; únicament el sodi i el calci semblen una mica més abundants que en el nostre estel.